# Leucochlaena hispida
Leucochlaena hispida är en fjärilsart som beskrevs av Jacob Hübner 1832. Leucochlaena hispida ingår i släktet Leucochlaena och familjen nattflyn. Inga underarter finns listade i Catalogue of Life.